# Spock
Spock, eller mere korrekt Mr. Spock, er en fiktiv person i Star Trek-universet.
Den skuespiller som langt de fleste forbinder med Spock er Leonard Nimoy, som spillede rollen i den oprindelige Star Trek-serie. Spock forekommer også i den animerede Star Trek-serie, en todelt episode af Star Trek: The Next Generation, otte af Star Trek-filmene, samt adskillige Star Trek-bøger, tegneserier og videospil. Udover Leonard Nimoy har adskillige andre skuespillere spillet rollen. I 1984 Star Trek-filmen "Star Trek III: The Search for Spock", 2009 filmen "Star Trek" og efterfølgeren fra 2013 "Star Trek Into Darkness", var det atter Nimoy, der hoppede i uniformen og spillede Spock samtidigt med at Zachary Quinto spillede den yngre version af Spock.
Spocks roller ombord på Starship Enterprise, var som videnskabsofficer, førsteofficer og senere kommandør af to versioner af stjerneskibet. Spocks blandede etnicitet (menneske-Vulcan) er en vigtig del af rollen, samt den måde han portrætteres som. Sammen med kaptajn James T. Kirk og skibets læge Dr. Leonard "Bones" McCoy, er han en del af de tre centrale roller i den originale Star Trek-serie samt filmene.
Efter han trådte tilbage fra Starfleet, fik han en stilling som ambassadør for Føderationen og havde en stor rolle i freden mellem Føderationen og Klingon-riget. I sine senere år, fik han stillingen som ambassadør i det Romulanske stjerneemperium og var involveret i et skæbnesvangert forsøg på at redde Romulus fra en supernova.